# Pape Gnepo
Vous pouvez aider à l'améliorer ou bien discuter des problèmes sur sa page de discussion.
- Sa forme n’est pas encyclopédique et ressemble trop à un curriculum vitæ. Modifiez le texte pour aider à le transformer en article neutre. (Marqué depuis septembre 2017)

Pour les articles homonymes, voir Gnepo.
Pape Gnepo est un acteur, marionnettiste, danseur et chanteur ivoirien né le 9 avril 1974 à Abidjan.

## Formation
- Chorales et orchestres de musiques chrétiennes de 1984 à 1989
- Groupes d’animations scolaires et traditionnelles de 1990 à 1993

## Expériences professionnelles
En 1993, il a rejoint les groupes Woyo et Zouglou, marquant le début de son parcours artistique collectif. L'année suivante, en 1994, Pape Gnepo intègre le Groupe Tenzo, avant de poursuivre avec le Groupe Nsoleh en 1995. En 1996, il rejoint le Groupe Zoheyi, et s'implique dans le Groupe Ki-Yi. En 1997, il devient membre cofondateur du Chœur Attoungblan, un ensemble vocal qui deviendra une référence. En 2000, Pape contribue à la création du module "Les Étoiles du Ki-Yi", destiné à former et accompagner de jeunes talents artistiques. Depuis 2001, il occupe le poste de vice-président de la Fondation panafricaine Ki-Yi, poursuivant son engagement en faveur de la promotion artistique sur le continent. En tant qu’initiateur du "Campement des Stars", un espace destiné à la formation d'artistes émergents issus des mouvements Woyo et Nouchi, il joue un rôle crucial dans l'encadrement des talents locaux. Parallèlement, il est directeur artistique d'une boîte de nuit à Marcory, où il dirige une équipe artistique dynamique et créative.

## Spectacles
- Dolorosa de Massidi Adiatou, avec le Nsoleh (1996)
- Berceuses d'éveil de Werewere Liking, avec le Ki-Yi Mbock (1997)
- L'Enfant mbene de Werewere-Liking, avec Les Articuleurs (1998)
- Les Immortelles de Nserel Njock, avec Les Reines–Mères (2003)
- Sogolon, l’épopée panafricaine de Werewere-Liking, avec le Ki-Yi Mbock (2004)

## Discographie
En groupe
- Pedou, avec Boni Gnahoré et le Chœur Attoungblan, MBA, 1998
- Karim, avec Péhoula Zerehoué et les Étoiles du Ki-Yi, Show Biz, 2002
- Sogolon, avec le Ki-Yi Mbock, C.I.D. 2004
- L'eau et Joie de vivre, avec les Reines mères, 2015[1]

Seul
- Ensemble, ça va aller, Ivoir Top Music, 2004
- Par la grâce de Dieu,ça va, SATY Production, 2009

## Filmographie
- 2014 : Braquage à l'africaine d'Owell Brown[2],[3],[4].

## Vie privée
Pape Gnepo est marié avec WêrêWêrê Linking, fondatrice du village Ki-yi, centre de formation aux métiers des arts et de la culture à Cocody à la direction duquel il participe,,.